# Gailardia

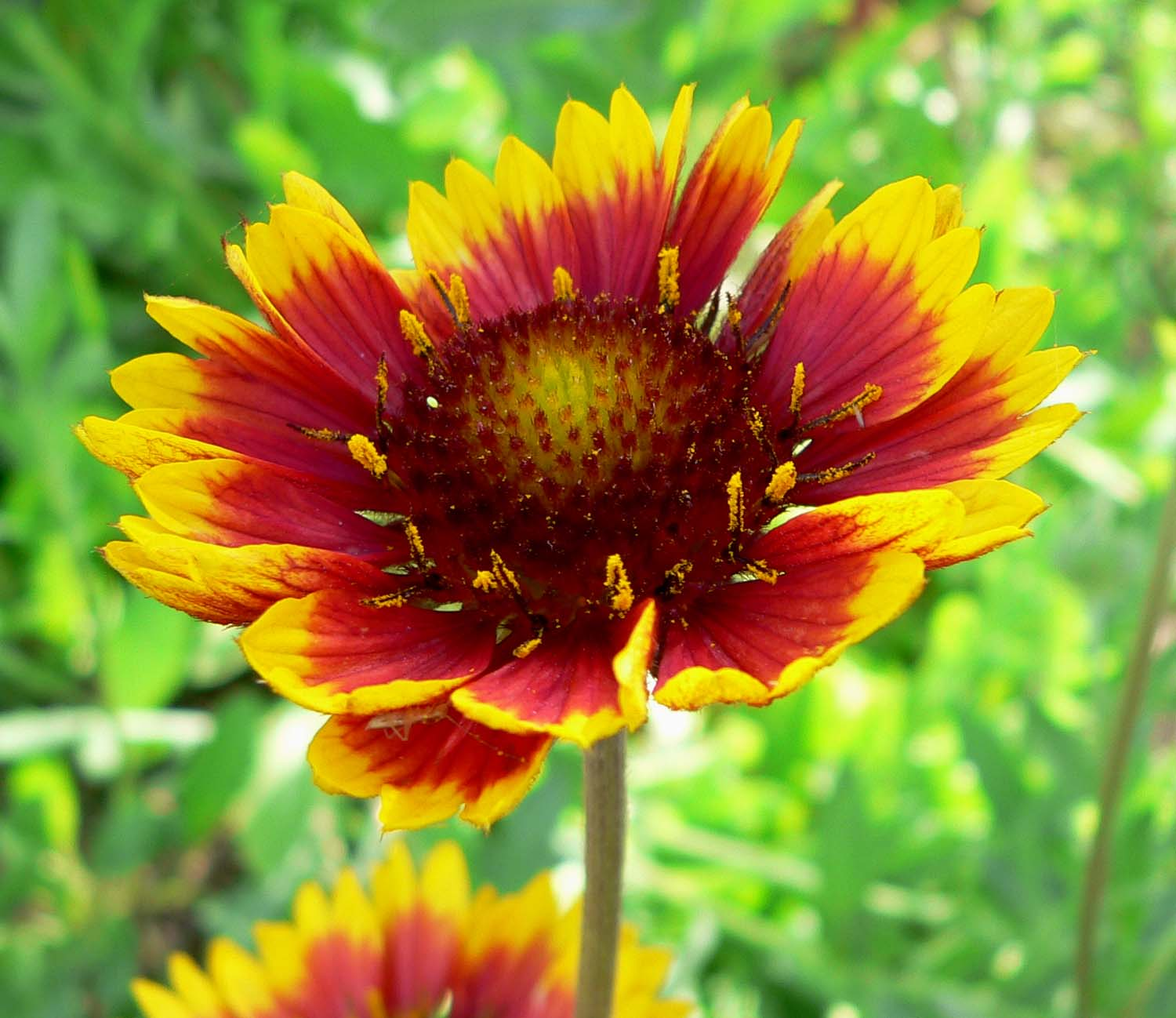
Gaillardia ×grandiflora

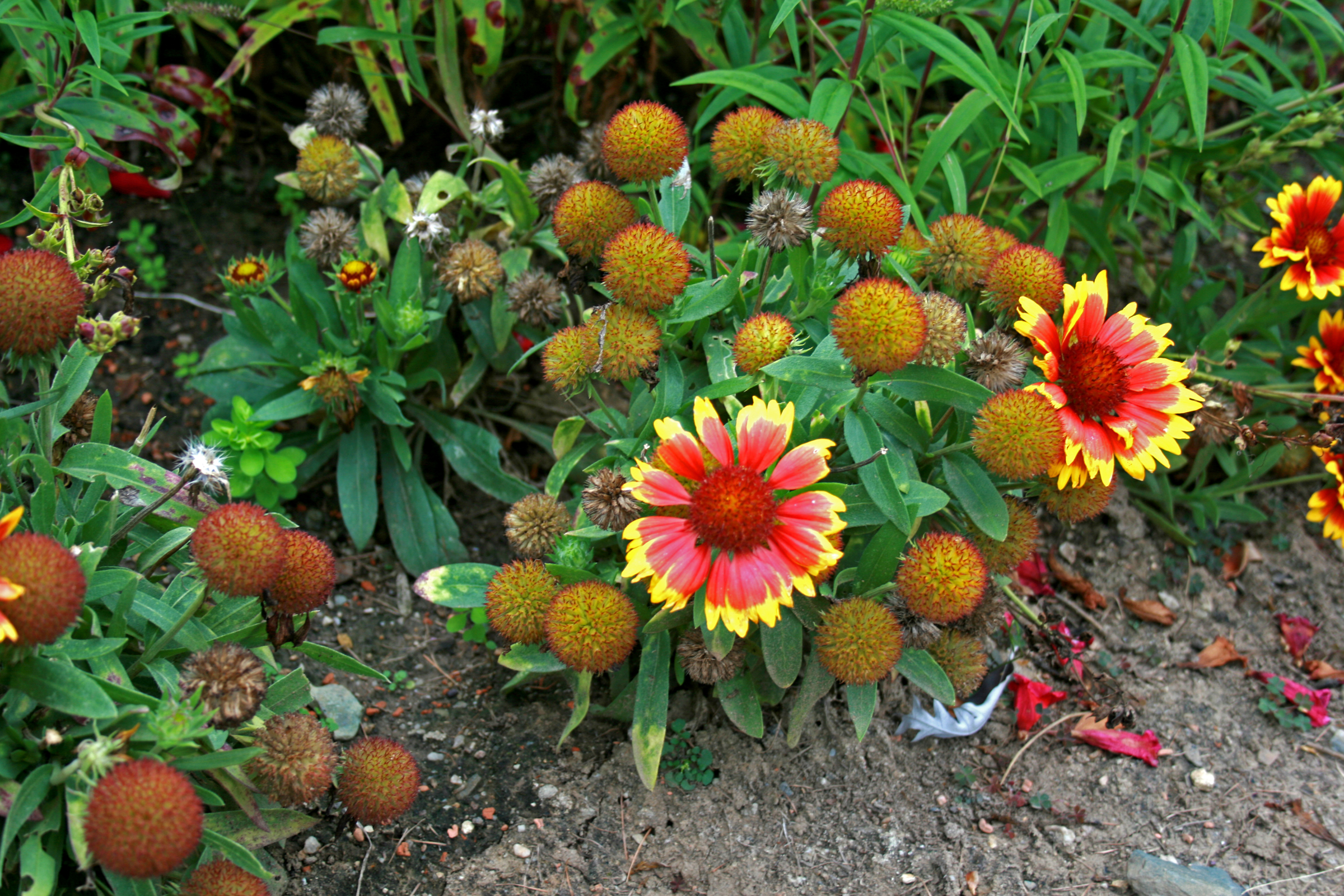
Gaillardia aristata

Gailardia, dzianwa (Gaillardia Foug.) – rodzaj z rodziny astrowatych. Należy do niego 21 gatunków. Występują one głównie w Ameryce Północnej (od Kanady po Meksyk), dwa tylko gatunki pochodzą z Ameryki Południowej. Rosną na prerii i w formacjach leśnych.
Niektóre gatunki i mieszańce uprawiane są jako rośliny ozdobne: gailardia nadobna G. pulchella, gailardia oścista G. aristata, gailardia ogrodowa G. hybrida i gailardia wielkokwiatowa G. ×grandiflora.

## Morfologia
PokrójByliny, rośliny roczne lub dwuletnie osiągające do 1 m wysokości.
LiścieOdziomkowe lub łodygowe, skrętoległe. Blaszki zwykle ząbkowane lub pierzasto wcinane.
KwiatyKoszyczki duże, osadzone pojedynczo na długich szypułkach. Okrywy z jajowatymi listkami ułożonymi w jednym lub dwóch rzędach, po kwitnieniu odgiętymi. Kwiaty brzeżne w koszyczku są języczkowate i sterylne, żółte lub czerwone, u niektórych gatunków lub odmian dwubarwne. Kwiaty w środku koszyczka rurkowe, obupłciowe, przeważnie purpurowe.
OwoceOwłosione niełupki z puchem kielichowym w postaci ościsto zakończonych łusek.

## Systematyka
Synonimy taksonomiczne
Gaillarda Fougeroux 1876, corr. Fougeroux 1788, Guentheria Spreng.
Pozycja systematyczna
Rodzaj z plemienia Heliantheae w podrodzinie Asteroideae z rodziny astrowatych Asteraceae.
Wykaz gatunków
- Gaillardia aestivalis (Walter) H.Rock
- Gaillardia amblyodon J.Gay
- Gaillardia aristata Pursh – gailardia oścista, dzianwa oścista
- Gaillardia arizonica A.Gray
- Gaillardia cabrerae Covas
- Gaillardia candelaria B.L.Turner
- Gaillardia coahuilensis B.L.Turner
- Gaillardia comosa A.Gray
- Gaillardia gypsophila B.L.Turner
- Gaillardia henricksonii B.L.Turner
- Gaillardia megapotamica Baker
- Gaillardia mexicana A.Gray
- Gaillardia multiceps Greene
- Gaillardia parryi
- Gaillardia pinnatifida Torr.
- Gaillardia powellii B.L.Turner
- Gaillardia pulchella Foug. – gailardia nadobna, dzianwa nadobna
- Gaillardia spathulata A.Gray
- Gaillardia suavis (A.Gray & Engelm.) Britton & Rusby
- Gaillardia tontalensis Hieron.
- Gaillardia turneri Averett & A.M.Powell

## Zastosowanie
Uprawiane w ogródkach kwiatowych i na działkach, jako rośliny ozdobne i na kwiaty cięte. Są odporne, dobrze znoszą upały, suszę, silne wiatry i zimno. Najlepiej rosną w pełnym słońcu na przepuszczalnym podłożu. W okresie kwitnienia mogą wymagać podpierania, gdyż ich ciężkie kwiatostany u uprawnych kultywarów mogą przewracać roślinę. Rozmnaża się przez wysiew nasion lub podział roślin wiosną. Przed zimą byliny należy przyciąć nisko nad ziemią.